# Lust for Life (Iggy-Pop-Lied)
Lust for Life ist ein Rocksong von Iggy Pop, der auf dem gleichnamigen Album Lust for Life erschien und im Oktober 1977 als Single ausgekoppelt wurde. Die Musik schrieb David Bowie, den Text Iggy Pop. 

## Hintergrund
Pop besuchte Bowie in dessen Berliner Wohnung, um zusammen eine der in Deutschland seltenen englischsprachigen Fernsehsendungen anzuschauen. Darin wurde ein Sendemast mit einem fiependen Ton gezeigt; Bowie intonierte dazu einige Akkorde auf seiner Ukulele, und Pop steuerte den Text sowie den Titel bei.
Der Text enthält Anspielungen auf William S. Burroughs’ The Ticket That Exploded aus der Nova-Trilogie. In einem Interview aus dem Jahr 1995 konstatierte der Keyboarder der Doors, Ray Manzarek, dass sich die ersten Textzeilen auf den verstorbenen Drogendealer Gypsy Johnny beziehen.
Der Song zeichnet sich durch das eindringliche Schlagzeugspiel von Hunt Sales aus. Ein ähnlicher Schlagzeugsound wurde zuerst auf dem Stück You Can’t Hurry Love von den The Supremes verwendet. 1996 wurde Lust for Life im Film Trainspotting verwendet und dadurch einem größeren Publikum bekannt.

## Auszeichnungen und Erfolge
Lust for Life erreichte 1977 Platz 3 der niederländischen Top 40. Der Auslöser für den Erfolg war ein Auftritt Iggy Pops in einer niederländischen Fernsehshow, in der er mit nacktem Oberkörper einen Teil der Bühnenausstattung demolierte.
Die Musikzeitschrift Rolling Stone wählte Lust for Life 2004 auf Platz 149 und 2021 auf Platz 326 der 500 besten Songs aller Zeiten.

## Coverversionen
- Bruce Willis coverte das Lied für den Soundtrack von Rugrats Go Wild
- Tom Jones coverte das Lied für sein Album Reload
- Mötley Crüe coverte das Lied 1997 für die B-Seite von Afraid
- Kay Hanley coverte das Lied für den Soundtrack von  Solange du da bist